# Kościół Wszystkich Świętych w Krakowie (ul. Podbiałowa)
Kościół Wszystkich Świętych – zabytkowy parafialny kościół rzymskokatolicki znajdujący się w Krakowie, w dzielnicy XVIII Nowa Huta, przy ulicy Podbiałowej 6, w Górce Kościelnickiej.
Został zbudowany na miejscu wcześniejszego w latach 1646–1648 z fundacji Barbary Morsztynowej właścicielki Kościelnik. Świątynię konsekrowano w 1698 r. W 1777 r. został przebudowany, a w latach 1994–2000 przeszedł gruntowny remont.
Jest świątynią późnogotycką o konstrukcji zrębowej. Kościół jest bezwieżowy, jedynie w dachu nad nawą znajduje się barokowa wieżyczka sygnaturowa z latarnią. Wnętrze nakryte jest pozornymi sklepieniami kolebkowymi, które wraz ze ścianami pokrywa polichromia przedstawiająca świętych i stacje Drogi Krzyżowej z 1909 uzupełniana w 1954. Wyposażenie kościoła stanowią rokokowe ołtarze z XVIII wieku. W ołtarzu głównym znajduje się obraz Matki Boskiej Anielskiej z XVII wieku, w ołtarzach bocznych Chrystus i Samarytanka z XVIII wieku oraz Serce Jezusa z lat 1952–1956. Ponadto zobaczyć można barokową chrzcielnicę i rokokową ambonę. Przy kościele stoi murowana dzwonnica bramna z 1823 fundacji hrabiego Józefa Wodzickiego z zachowanym w bramie marmurowym epitafium fundatora.
Obok kościoła znajduje się niewielki cmentarz wojenny z okresu I wojny światowej. Zachowały się także, na dawnym cmentarzu przykościelnym, dwa groby: właścicieli Węgrzynowic rodziny Zapalskich – Józefa (*1805, †1878) powstańca listopadowego, jego syna Józefa (*1849, †1887) i córki Marii oraz grób rodzin Potockich i Wodzickich z zachowaną tablicą nagrobną Stefana hrabiego Potockiego (*1820, †1891).
Kościół leży na trasie Małopolskiego Szlaku Architektury Drewnianej.

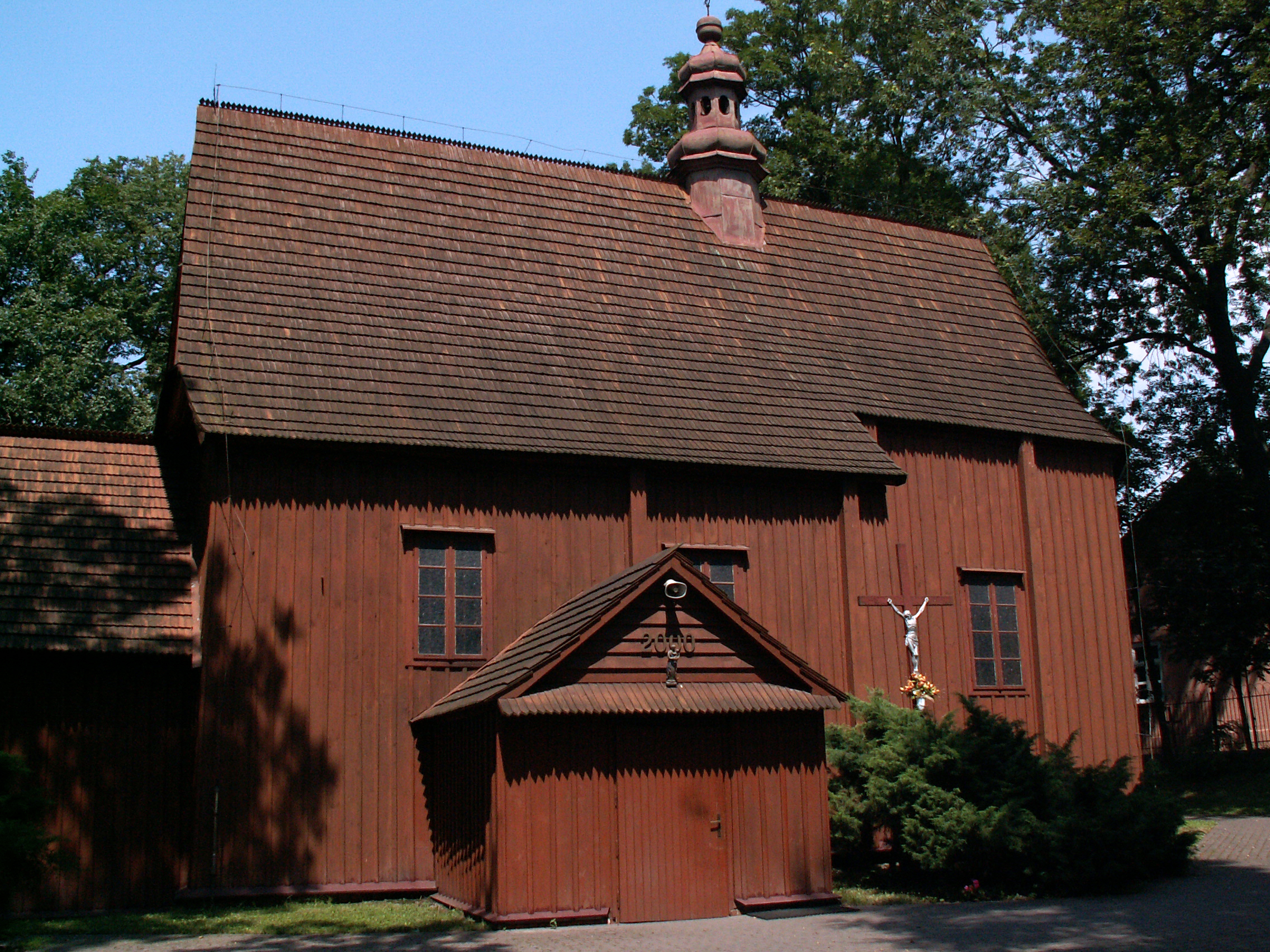
Południowo-wschodnia część kościoła
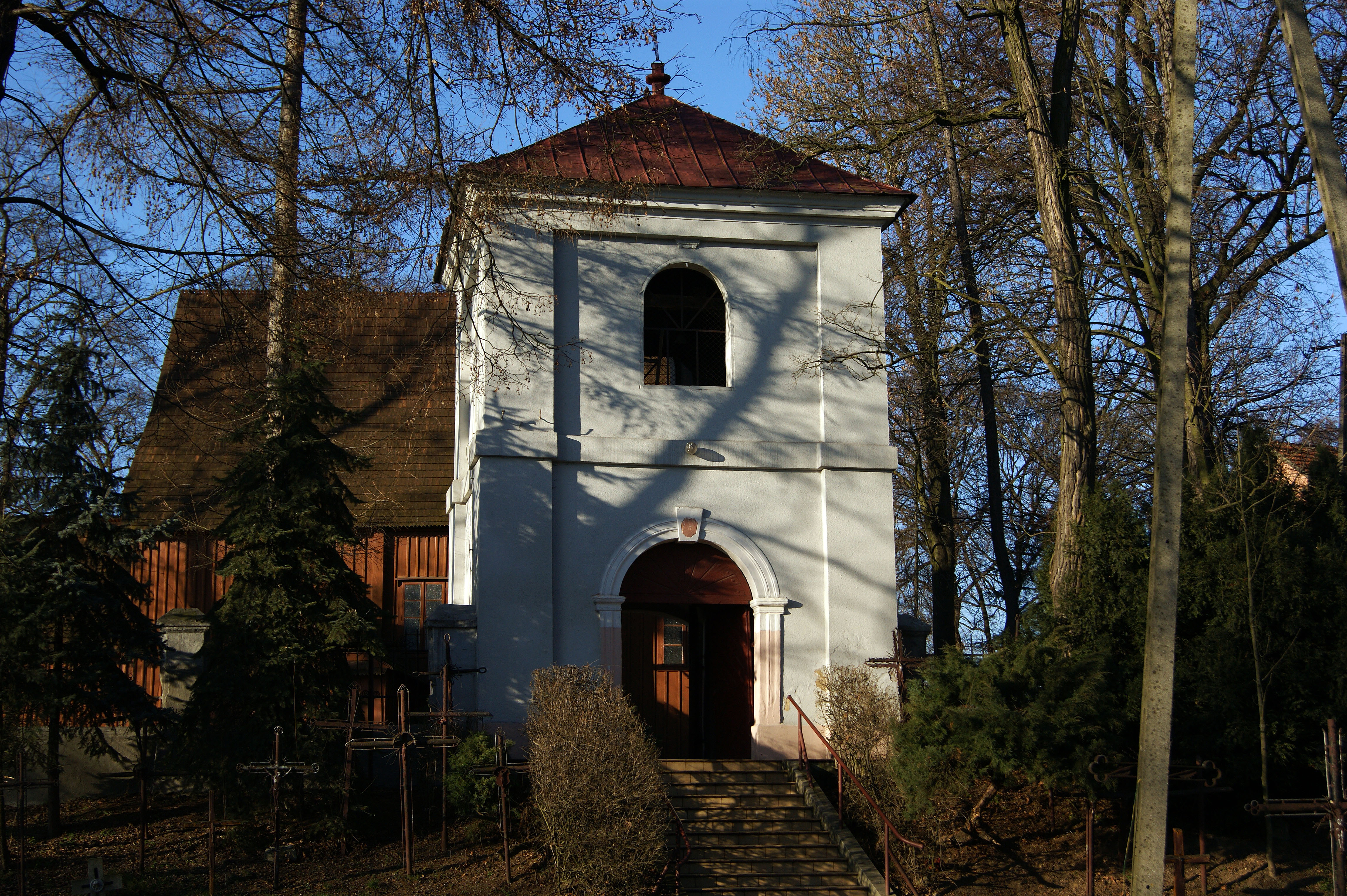
Dzwonnica
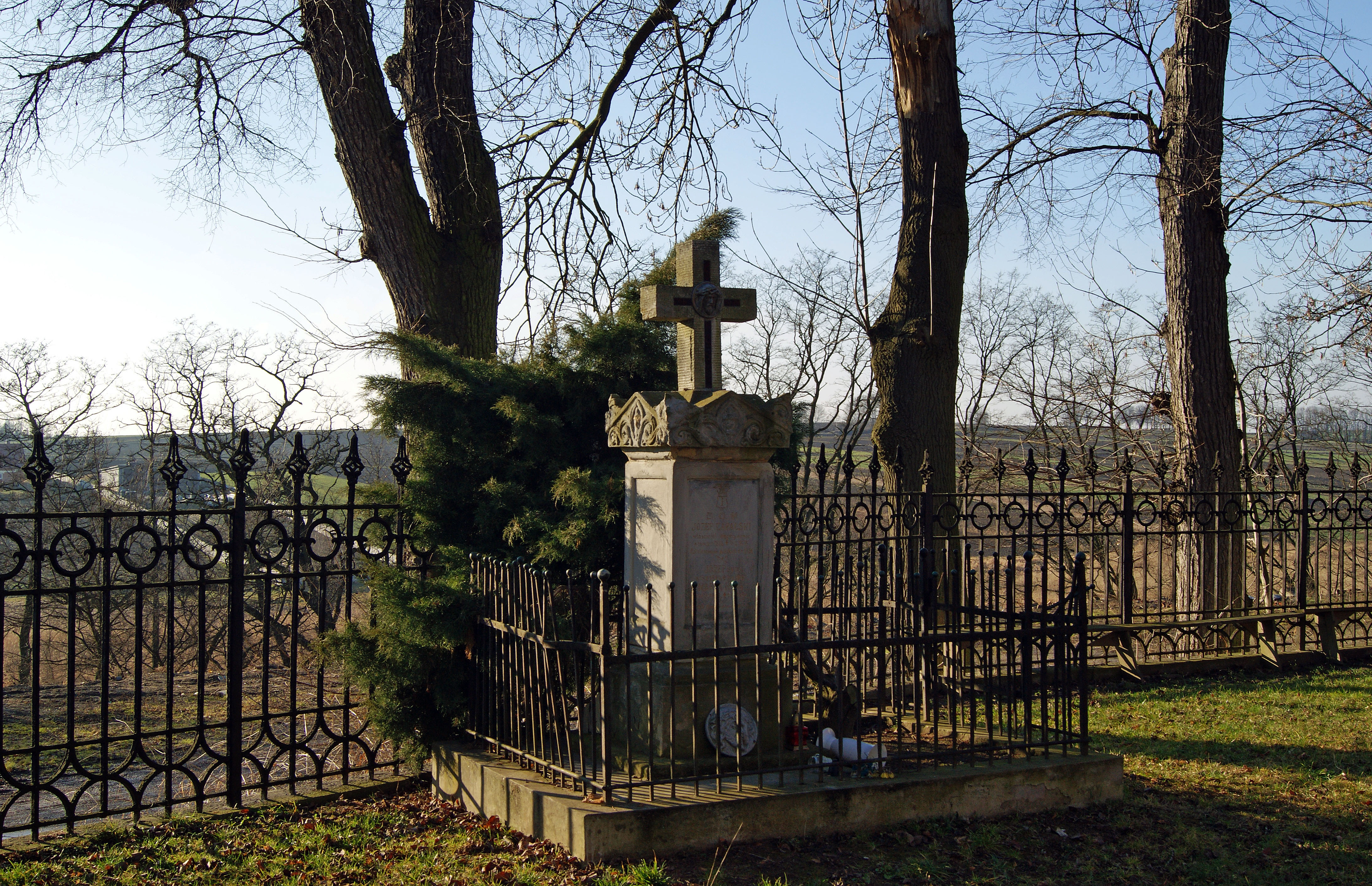
Grób Zapalskich
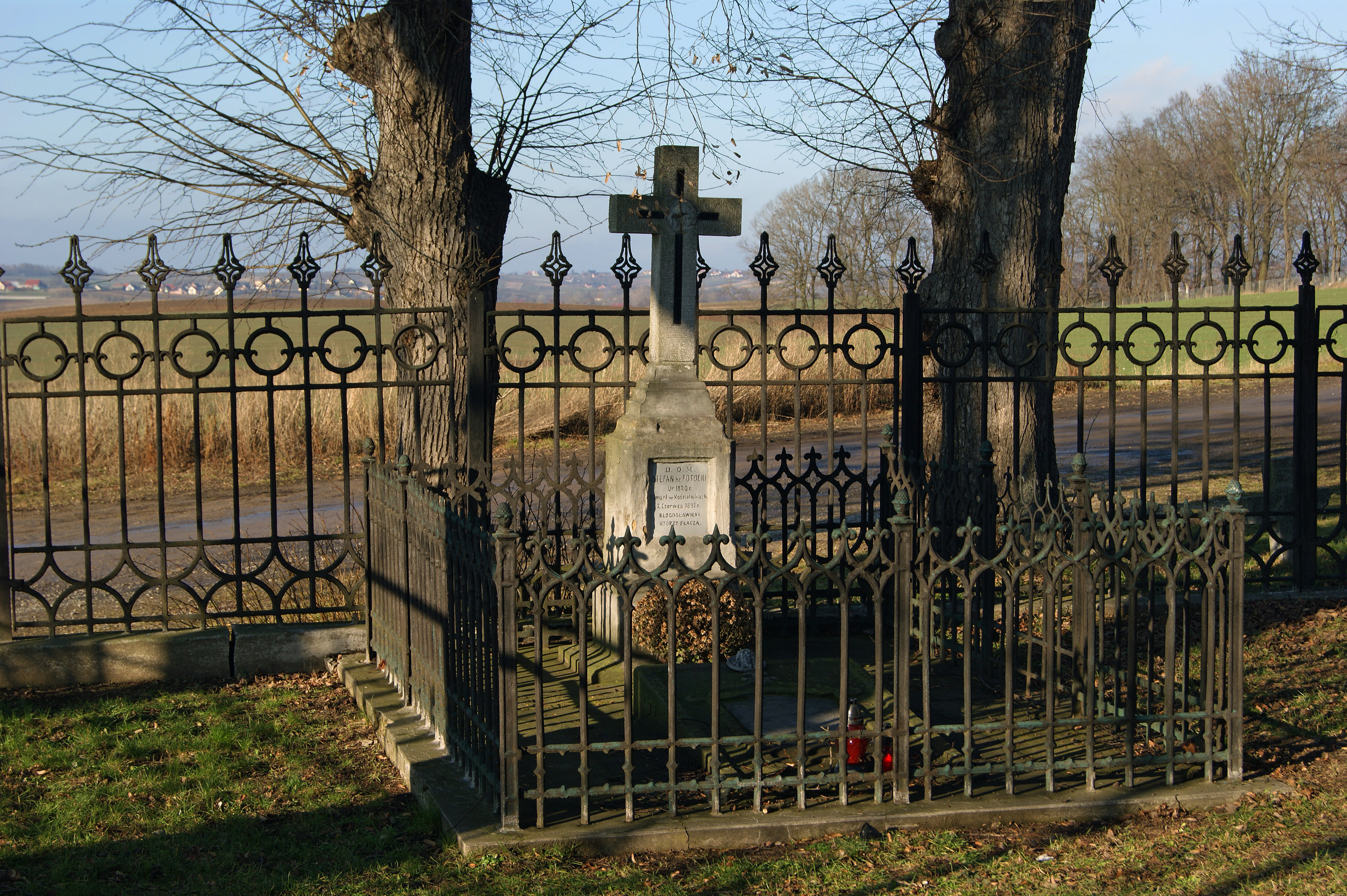
Grób Potockich i Wodzickich
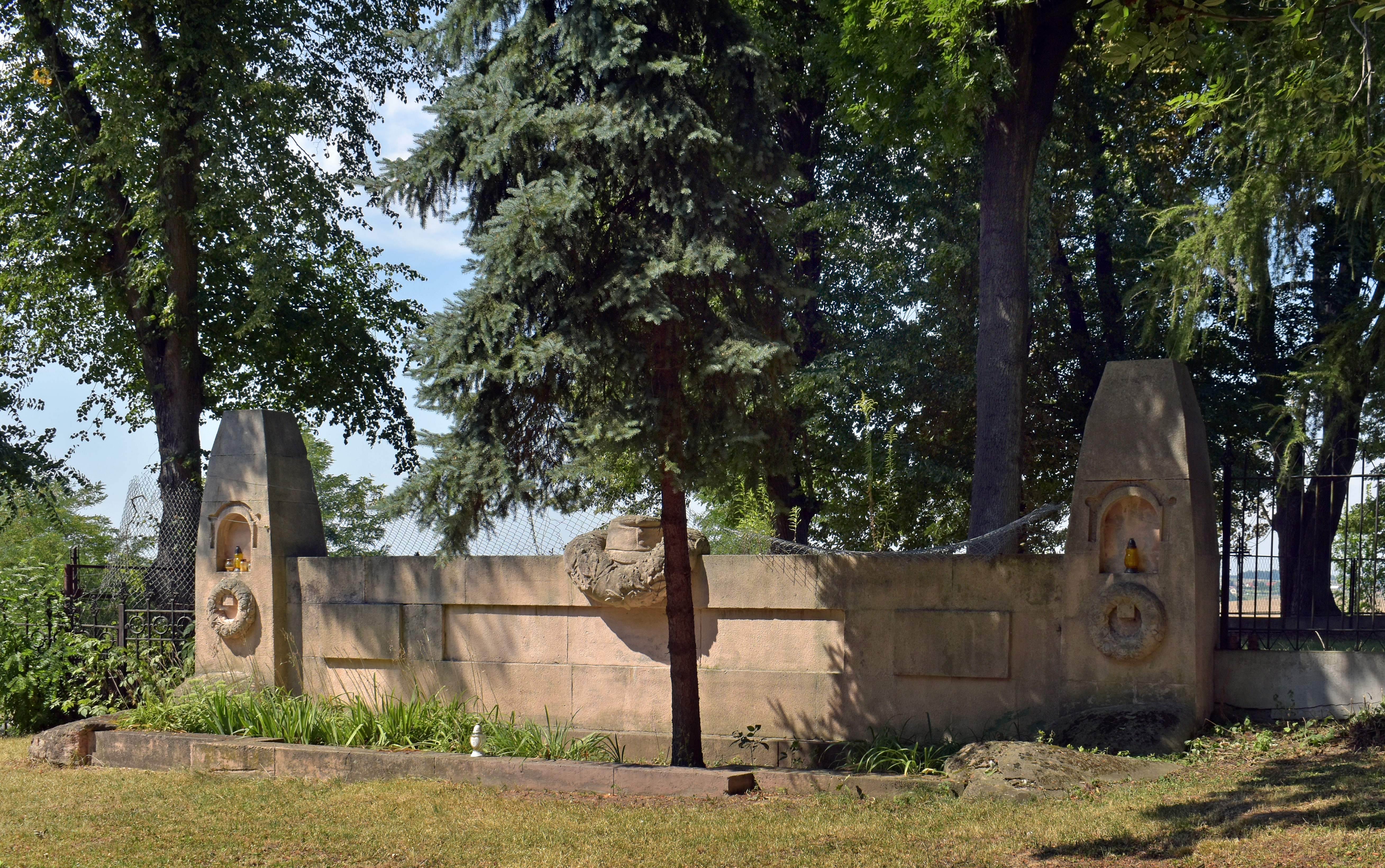
Cmentarz wojenny